# Elephas maximus maximus
El elefante de Sri Lanka (Elephas maximus maximus) es una subespecie de elefante asíatico (Elephas maximus maximus) fue descrita por primera vez por Carlos Linneo en el año de 1758 bajo el nombre binomial de Elephas maximus. Es mamífero de la familia de los elefántidos. Es la subespecie más grande de elefante asiático que existe, que alcanzan y a veces superan los tres metros de altura, con un peso de hasta seis toneladas y un cráneo proporcionalmente más grande que las demás especies. Es natural de la isla de Sri Lanka.

## Descripción
Puede alcanzar los tres metros de altura y llegan con un peso de hasta seis toneladas. Son de varios colores pero siempre hay de color carne y gris, con manchas negras o anaranjadas.

## Distribución
Los elefantes se limitan en su mayoría a las tierras bajas en la zona seca en la que todavía están bastante extendidas en el norte, sur, este, noroeste, centro-norte y sureste de Sri Lanka. Existe una pequeña población remanente en el Santuario Natural Pico. Están ausentes de la zona húmeda del país. Aparte de Wilpattu y Ruhuna (parque nacionales), todas las demás áreas protegidas están a menos de mil kilómetros cuadrados (390 millas cuadradas) de extensión.

## Estado de conservación
Desde 1986, el elefante asiático de Sri Lanka ha sido catalogado como en peligro de extinción por la UICN. La población ha disminuido un 50% en las últimas tres generaciones, estimado en sesenta a setenta y cinco años. La especie es amenazada por la pérdida de hábitat, la degradación, la fragmentacion, la caza por sus colmillos y la deforestación.
La población de elefantes asiáticos de Sri Lanka ahora están presentes en el Parie Nacional Lunugamvehera, parque nacional Wikpattu y parque nacional Minneriya pero también viven fuera de las áreas protegidas. Se estima que Sri Lanka tiene la mayor densidad de elefantes en Asia. El conflicto entre humanos y elefantes asiáticos de Sri Lanka está aumentando debido a la conversión del hábitat de estos elefantes a los asentamientos y cultivos permanentes. El balance de 2019 de la población de elefantes asiáticos de Sri Lanka pone de nuevo en evidencia la fragilidad de esta subespecie. Las muertes de los elefantes asiáticos de Sri Lanka se estimula que en un solo año mueren de forma violenta más de trescientos sesenta ejemplares, de una población total por debajo de los seis mil individuos, la mayoría de los cuales por acción de cazadores, agricultores o vecinos molestos de la presencia de estos paquidermos que en ocasiones ocupan tierras de labranza en busca de alimentos. Se han usado veneno, trampas, vallas electrificadas, e incluso explosivos son utilizados para acabar con los elefantes en zonas ocupadas por humanos, una práctica en expansión en buena parte de la isla.

## Conflicto entre elefantes y humanos
Los programas de recuperación y la creación de espacios naturales protegidos salvaron de la extinción, hace medio siglo, el elefante de Sri Lanka (Elephas maximus maximus).
La población del elefante asiático de Sri Lanka no es nada buena, ya que había pasado de los aproximadamente quince mil ejemplares de finales del siglo XIX a menos de dos mil en la década de 1960. El censo de 2011 indicó que la protección había comenzado a tener efecto y se contaban cinco mil ochocientos ejemplares en libertad.
No obstante, la Lista Roja de de especies se gestiona la Unión Internacional para la Conservación de la Naturaleza (UICN) mantiene desde 1986 a esta subespecie en el apartado de 'en peligro' de extinción. Y no faltan motivos para ello porque la expansión de las zonas urbanas y los cultivos están reduciendo los hábitats de estos animales que antiguamente eran el símbolo de su país (la antigua Ceilán, donde la bandera nacional incluyó durante décadas a uno de estos elefantes).